# I Am... Sasha Fierce
I Am... Sasha Fierce is het derde soloalbum van R&B-zangeres Beyoncé. Het werd uitgebracht op 18 november 2008. De naam Sasha Fierce staat voor het alter ego van de zangeres.
De eerste cd I Am gaat over het leven van Beyoncé buiten de schijnwerpers en bevat alleen ballads, de tweede is getiteld Sasha Fierce en beschrijft door middel van R&B-muziek haar glamourleven.

## Achtergrondinformatie
Aan het album is een klein jaar gewerkt, langer dan Beyoncé besteed heeft aan al haar vorige albums en de albums van Destiny's Child. Ze heeft aan meer dan 70 nummers meegeschreven en medegeproduceerd. Over het nummer Halo, geproduceerd door Ryan Tedder, ging er een gerucht dat het nummer voor Leona Lewis zou zijn geschreven. Inmiddels heeft Ryan Tedder zich uitgesproken en verteld dat het nummer voor Beyoncé geschreven was.

## Singles
Ter promotie van het album werd gekozen voor het rustige If I Were A Boy als leadsingle, met het meer clubgerichte Single Ladies (Put a Ring on It) als tweede A-kant. Op 8 oktober 2008 gingen beide singles in première op de Amerikaanse radiostations. De Nederlandse release vond plaats op 7 november – in Nederland werd Single Ladies ná If I Were a Boy uitgebracht. If I Were a Boy bereikte in vele landen de nummer 1-positie. In de World Chart stond het vier weken op nummer 1.
Single Ladies was eveneens wereldwijd een succes. Beyoncé won veel prijzen met de clip – bovendien werd deze veel geïmiteerd door zowel fans als sterren. Het nummer bereikte in veel Europese landen de top 10. In de World Chart eindigde het als nummer 3. Single Ladies stond vier weken als nummer 1 in de VS en Beyoncé werd zowel op de EMA als de VMA van 2009 de grote winnaar waarmee ze de prijs voor best videoclip of the year 2009 won voor Single Ladies.
Als opvolgers werden in zowel de VS als in Europa Diva als clubsingle en Halo als ballad uitgebracht. Diva werd als clip uitgebracht ter promotie van het album I am Sasha Fierce. Halo werd een wereldwijd succes en belandde in vele landen in de top 5, en in de World Chart op de derde plaats. Deze powerballad werd op de EMA uitgeroepen tot de beste single van het jaar 2009.
Het nummer Ego werd als vijfde nummer uitgebracht (alleen in de VS) en Sweet Dreams was de zesde single van dit album. Ego belandde op nummer 3 in de R&B charts. Ook Sweet dreams was een wereldwijd succes. In tientallen landen kwam het nummer in de top 10 en in Nieuw-Zeeland zelfs op de nummer 1-positie. Het nummer werd ten gehore gebracht op de MTV Europe Music Awards.
Het nummer Broken-Hearted Girl werd (alleen op internet) als zevende nummer uitgebracht, ter promotie van het album I am Sasha Fierce. Het laatste nummer Video phone werd samen opgenomen met Lady Gaga. Beyoncé en Lady Gaga doken samen nog een keer de studio in om het nummer Telephone op te nemen – de clip hiervan kwam uit in het begin van 2010.
Daarnaast is het nummer Radio uitgebracht in Nederland, ter promotie van een radioprogramma.

### Hitnoteringen in Nederland/Vlaanderen
| Single met eventuele hitnotering(en) in de Nederlandse Top 40 | Datum van verschijnen | Datum van binnenkomst | Hoogste positie | Aantal weken | Opmerkingen                            |
| ------------------------------------------------------------- | --------------------- | --------------------- | --------------- | ------------ | -------------------------------------- |
| If I were a boy                                               | 2008                  | 08-11-2008            | 1(4wk)          | 15           | #2 in de Single Top 100 / Alarmschijf  |
| Single ladies (Put a ring on it)                              | 2008                  | 27-12-2008            | 8               | 14           | #12 in de Single Top 100               |
| Halo                                                          | 2009                  | 07-03-2009            | 9               | 11           | #14 in de Single Top 100 / Alarmschijf |
| Diva                                                          | 2009                  | -                     |                 |              | #73 in de Single Top 100               |
| Sweet dreams                                                  | 2009                  | 13-06-2009            | 26              | 6            | #46 in de Single Top 100 / Alarmschijf |
| Radio                                                         | 2009                  | 19-09-2009            | 14              | 6            | #75 in de Single Top 100 / Alarmschijf |
| Video phone                                                   | 17-11-2009            | 05-12-2009            | tip9            | -            | met Lady Gaga                          |

| Single met hitnotering(en) in de Vlaamse Ultratop 50 | Datum van verschijnen | Datum van binnenkomst | Hoogste positie | Aantal weken | Opmerkingen   |
| ---------------------------------------------------- | --------------------- | --------------------- | --------------- | ------------ | ------------- |
| If I were a boy                                      | 2008                  | 15-11-2008            | 4               | 18           |               |
| Single ladies (Put a ring on it)                     | 2008                  | 24-01-2009            | 11              | 14           |               |
| Halo                                                 | 2009                  | 09-05-2009            | 18              | 14           |               |
| Sweet dreams                                         | 2009                  | 05-09-2009            | 24              | 13           |               |
| Broken-hearted girl                                  | 2009                  | 07-11-2009            | tip7            | -            |               |
| Video phone                                          | 17-11-2009            | 26-12-2009            | tip4            | -            | met Lady Gaga |

## Tracklist
De standaardeditie bestaat uit elf nummers, waarvan er zes op de eerste disc staan en de overige vijf op de tweede. De deluxe editie voegt op de cd's in totaal vijf bonustracks toe. Beide edities worden tegelijk uitgebracht.
| I Am... Sasha Fierce (I Am...) 1. "If I Were a Boy" (BC Jean, Toby Gad) - 4:11 2. "Halo" (Beyoncé, Ryan Tedder) - 4:22 3. "Disappear" (Beyoncé, Amanda Ghost, Dave McCracken, Ian Dench) - 4:29 4. "Broken-Hearted Girl" (Beyoncé, Eriksen, Hermansen) - 4:40 5. "Ave Maria" (Beyoncé, Eriksen, Hermansen) - 3:42 6. "Satellites" (Beyoncé, Ghost, McCracken, Dench) - 3:09 (Sasha Fierce) 1. "Single Ladies (Put a Ring on It)" (Knowles, Stewart, Nash) - 3:15 2. "Radio" (Beyoncé, Jim Jonsin, Rico Love, D-Town) - 3:39 3. "Diva" (Beyoncé, Bangladesh, Sean Garrett) - 3:21 4. "Sweet Dreams" (Beyoncé, Jonsin, Love, Wayne Wilkins) - 3:29 5. "Video phone" (Beyoncé, Crawford, Garrett) - 3:36 | I Am... Sasha Fierce Deluxe Edition (I Am...) 1. "If I Were a Boy" (BC Jean, Toby Gad) - 4:11 2. "Halo" (Beyoncé, Ryan Tedder) - 4:22 3. "Disappear" (Knowles, Amanda Ghost, Dave McCracken, Ian Dench) - 4:29 4. "Broken-hearted girl" (Beyoncé, Eriksen, Hermansen) - 4:40 5. "Ave Maria" (Beyoncé, Eriksen, Hermansen) - 3:42 6. "Smash Into You" (McLaughlin, Christopher Stewart, The-Dream) - 4:32 7. "Satellites" (Beyoncé, Ghost, McCracken, Dench) - 3:09 8. "That's Why You're Beautiful" (Beyoncé, Andrew Hey) - 3:42 (Sasha Fierce) 1. "Single Ladies (Put a Ring on It)" (Knowles, Stewart, Nash) - 3:15 2. "Radio" (Beyoncé, Jim Jonsin,[Rico Love, D-Town) - 3:39 3. "Diva" (Beyoncé, Crawford, Sean Garrett) - 3:21 4. "Sweet Dreams" (Beyoncé, Jonsin, Love, Wayne Wilkins) - 3:29 5. "Video phone" (Beyoncé, Crawford, Garrett) - 3:36 6. "Hello" (Beyoncé, REO) - 4:17 7. "Ego" (Beyoncé, Elvis Williams, Harold Lilly) - 3:57 8. "Scared of Lonely" (Cristyle Johnson, Rodney Jerkins) - 3:44 |

## Hitnotering

### NederlandseAlbum Top 100
| Hitnotering (week 1 t/m 70): 29-11-2008 t/m 27-03-2010 Hitnotering (week 71 t/m 75): 10-04-2010 t/m 08-05-2010 | Hitnotering (week 1 t/m 70): 29-11-2008 t/m 27-03-2010 Hitnotering (week 71 t/m 75): 10-04-2010 t/m 08-05-2010 | Hitnotering (week 1 t/m 70): 29-11-2008 t/m 27-03-2010 Hitnotering (week 71 t/m 75): 10-04-2010 t/m 08-05-2010 | Hitnotering (week 1 t/m 70): 29-11-2008 t/m 27-03-2010 Hitnotering (week 71 t/m 75): 10-04-2010 t/m 08-05-2010 | Hitnotering (week 1 t/m 70): 29-11-2008 t/m 27-03-2010 Hitnotering (week 71 t/m 75): 10-04-2010 t/m 08-05-2010 | Hitnotering (week 1 t/m 70): 29-11-2008 t/m 27-03-2010 Hitnotering (week 71 t/m 75): 10-04-2010 t/m 08-05-2010 | Hitnotering (week 1 t/m 70): 29-11-2008 t/m 27-03-2010 Hitnotering (week 71 t/m 75): 10-04-2010 t/m 08-05-2010 | Hitnotering (week 1 t/m 70): 29-11-2008 t/m 27-03-2010 Hitnotering (week 71 t/m 75): 10-04-2010 t/m 08-05-2010 | Hitnotering (week 1 t/m 70): 29-11-2008 t/m 27-03-2010 Hitnotering (week 71 t/m 75): 10-04-2010 t/m 08-05-2010 | Hitnotering (week 1 t/m 70): 29-11-2008 t/m 27-03-2010 Hitnotering (week 71 t/m 75): 10-04-2010 t/m 08-05-2010 | Hitnotering (week 1 t/m 70): 29-11-2008 t/m 27-03-2010 Hitnotering (week 71 t/m 75): 10-04-2010 t/m 08-05-2010 | Hitnotering (week 1 t/m 70): 29-11-2008 t/m 27-03-2010 Hitnotering (week 71 t/m 75): 10-04-2010 t/m 08-05-2010 | Hitnotering (week 1 t/m 70): 29-11-2008 t/m 27-03-2010 Hitnotering (week 71 t/m 75): 10-04-2010 t/m 08-05-2010 | Hitnotering (week 1 t/m 70): 29-11-2008 t/m 27-03-2010 Hitnotering (week 71 t/m 75): 10-04-2010 t/m 08-05-2010 | Hitnotering (week 1 t/m 70): 29-11-2008 t/m 27-03-2010 Hitnotering (week 71 t/m 75): 10-04-2010 t/m 08-05-2010 | Hitnotering (week 1 t/m 70): 29-11-2008 t/m 27-03-2010 Hitnotering (week 71 t/m 75): 10-04-2010 t/m 08-05-2010 | Hitnotering (week 1 t/m 70): 29-11-2008 t/m 27-03-2010 Hitnotering (week 71 t/m 75): 10-04-2010 t/m 08-05-2010 | Hitnotering (week 1 t/m 70): 29-11-2008 t/m 27-03-2010 Hitnotering (week 71 t/m 75): 10-04-2010 t/m 08-05-2010 | Hitnotering (week 1 t/m 70): 29-11-2008 t/m 27-03-2010 Hitnotering (week 71 t/m 75): 10-04-2010 t/m 08-05-2010 | Hitnotering (week 1 t/m 70): 29-11-2008 t/m 27-03-2010 Hitnotering (week 71 t/m 75): 10-04-2010 t/m 08-05-2010 | Hitnotering (week 1 t/m 70): 29-11-2008 t/m 27-03-2010 Hitnotering (week 71 t/m 75): 10-04-2010 t/m 08-05-2010 |
| Week: | 1 | 2 | 3 | 4 | 5 | 6 | 7 | 8 | 9 | 10 | 11 | 12 | 13 | 14 | 15 | 16 | 17 | 18 | 19 | 20 |
| --- | --- | --- | --- | --- | --- | --- | --- | --- | --- | --- | --- | --- | --- | --- | --- | --- | --- | --- | --- | --- |
| Positie: | 6 | 14 | 14 | 18 | 15 | 14 | 8 | 7 | 7 | 7 | 6 | 9 | 11 | 10 | 10 | 10 | 12 | 11 | 12 | 13 |
| Week: | 21 | 22 | 23 | 24 | 25 | 26 | 27 | 28 | 29 | 30 | 31 | 32 | 33 | 34 | 35 | 36 | 37 | 38 | 39 | 40 |
| Positie: | 10 | 12 | 10 | 7 | 14 | 18 | 17 | 22 | 17 | 13 | 11 | 11 | 12 | 14 | 18 | 19 | 16 | 12 | 14 | 13 |
| Week: | 41 | 42 | 43 | 44 | 45 | 46 | 47 | 48 | 49 | 50 | 51 | 52 | 53 | 54 | 55 | 56 | 57 | 58 | 59 | 60 |
| Positie: | 16 | 20 | 32 | 25 | 31 | 34 | 39 | 37 | 44 | 33 | 37 | 49 | 53 | 51 | 54 | 53 | 50 | 44 | 43 | 56 |
| Week: | 61 | 62 | 63 | 64 | 65 | 66 | 67 | 68 | 69 | 70 | | 71 | 72 | 73 | 74 | 75 | | | | |
| Positie: | 67 | 63 | 40 | 45 | 37 | 39 | 49 | 67 | 69 | 64 | uit | 82 | 80 | 80 | 95 | 94 | uit | | | |